# Trichomyia fluminensis
Trichomyia fluminensis är en tvåvingeart som beskrevs av Freddy Bravo 2001. Trichomyia fluminensis ingår i släktet Trichomyia och familjen fjärilsmyggor. Inga underarter finns listade i Catalogue of Life.